# Casque
 (février 2009).
Si vous disposez d'ouvrages ou d'articles de référence ou si vous connaissez des sites web de qualité traitant du thème abordé ici, merci de compléter l'article en donnant les références utiles à sa vérifiabilité et en les liant à la section « Notes et références ».
Pour les articles homonymes, voir Casque (homonymie).

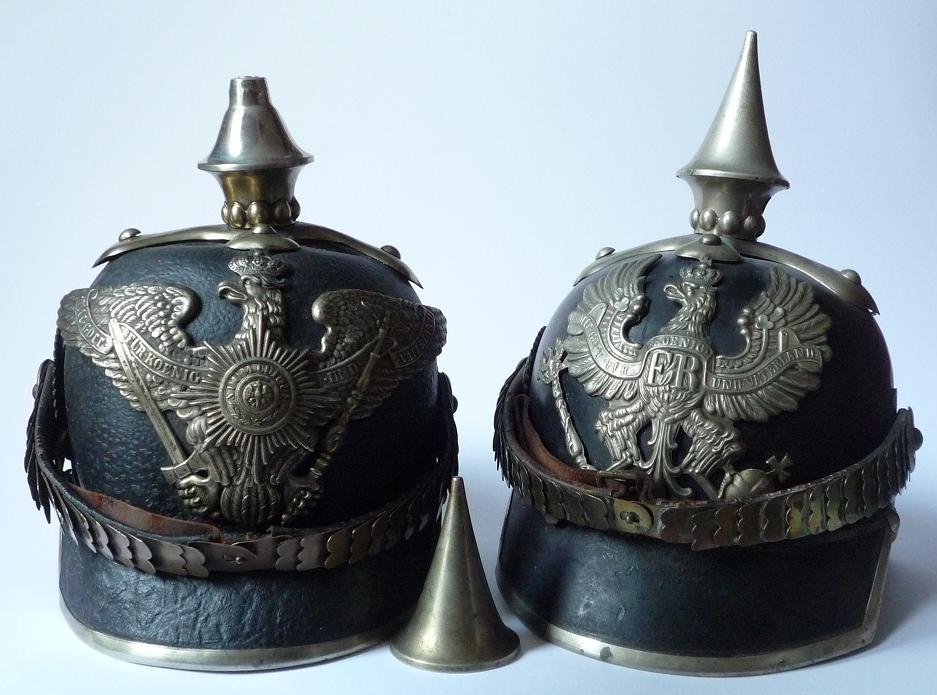
Casques à pointe prussiens puis allemands.

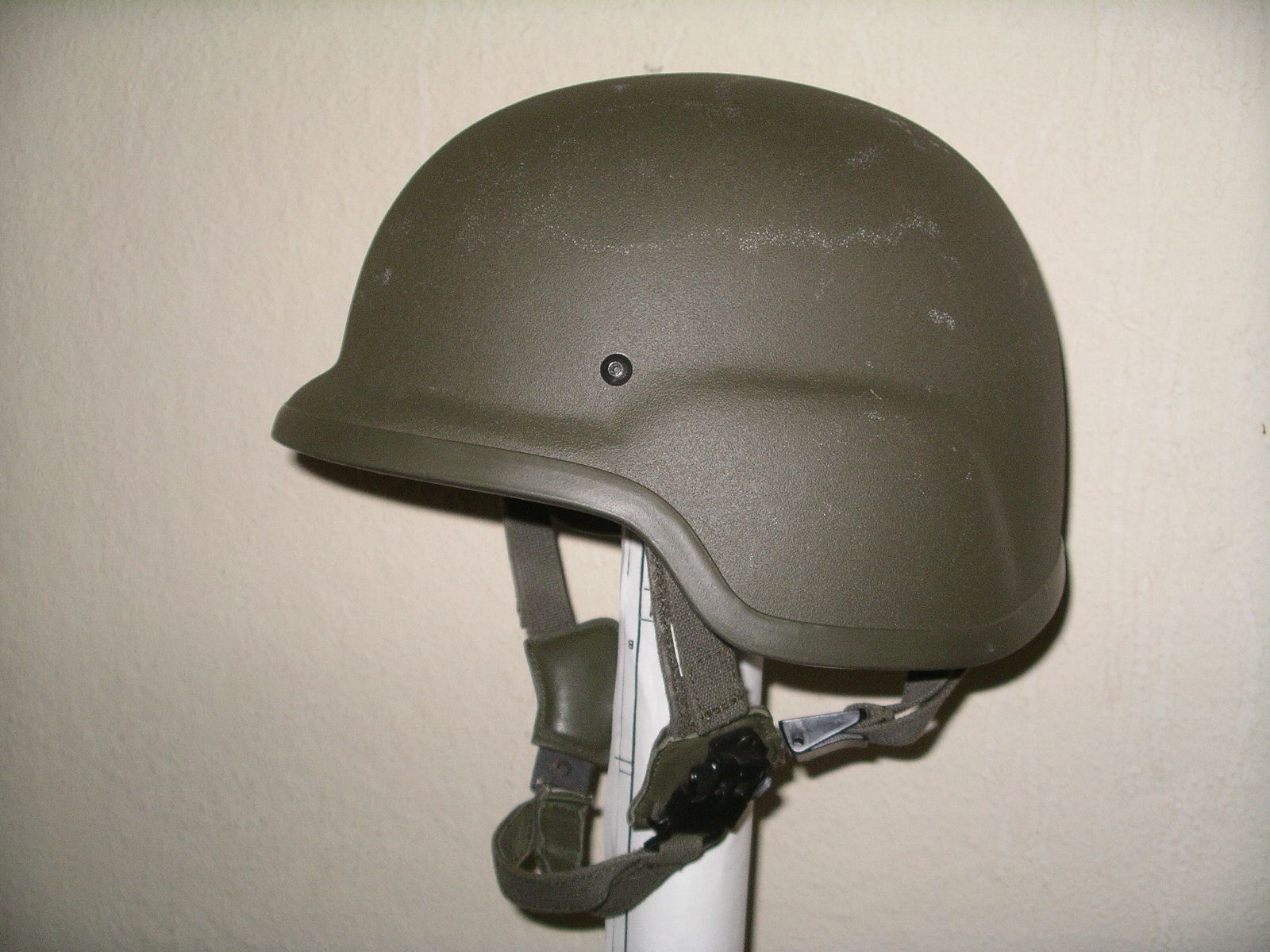
Casque Spectra, casque de combat en polyéthylène en usage dans l'armée française depuis les années 1990.

Un casque est une pièce d'armure ou un équipement de protection individuelle destiné à protéger la tête contre les conséquences d'un traumatisme crânien. Les casques sont souvent munis d'une sangle évitant la chute du casque ; jugulaire (la sangle passe sous le menton) ou mentonnière (la sangle passe sur la pointe du menton).
Initialement, les casques étaient en métal. De nos jours, ils sont faits de matière plastique (moulés) ou de matériaux composites (moulés ou fabriqués par couches successives - fibre de verre, Kevlar, ou fibre de carbone), ce qui permet de les rendre plus légers.
Ils comportent, en général, trois parties :
- la coque extérieure qui protège des objets pénétrants et des abrasions ;
- la coiffe en mousse solide, qui s'écrase en amortissant le choc ; de ce fait, les casques sont à usage unique, c'est-à-dire doivent être changés après chaque choc ou occurrence ;
- la garniture intérieure en mousse qui assure un confort et une bonne ventilation.

Un autre progrès important pour augmenter la capacité de protection tout en améliorant le confort a été apporté par la conception anatomique des casques de protection nouvelle génération. Les casques traditionnels traitent les impacts crâniens d'une manière uniforme et ils sont testés sur des fausses têtes métalliques. Les nouveaux casques anatomiques ont été inventés en France par un neurochirurgien[Lequel ?] à la fin du XXe siècle. En utilisant la matière d'une manière intelligente[Laquelle ?] et adaptée à la structure interne de la tête ils sont plus performants tout en étant moins volumineux.
La réduction du volume d'un casque n'est pas seulement un élément de confort mais aussi de sécurité (protection primaire et secondaire). Les casques moins volumineux, en offrant un levier moins important aux forces tangentielles lors d'un impact, sont moins dangereux pour la colonne cervicale (sécurité secondaire). En même temps un casque moins volumineux augmente la perception auditive et visuelle de l'environnement diminuant ainsi les risques d'accidents (sécurité primaire ou prévention d'accidents).

## Militaire - pièce d'armure

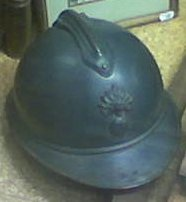
Casque Adrian équipant le soldat français de la Première Guerre mondiale.

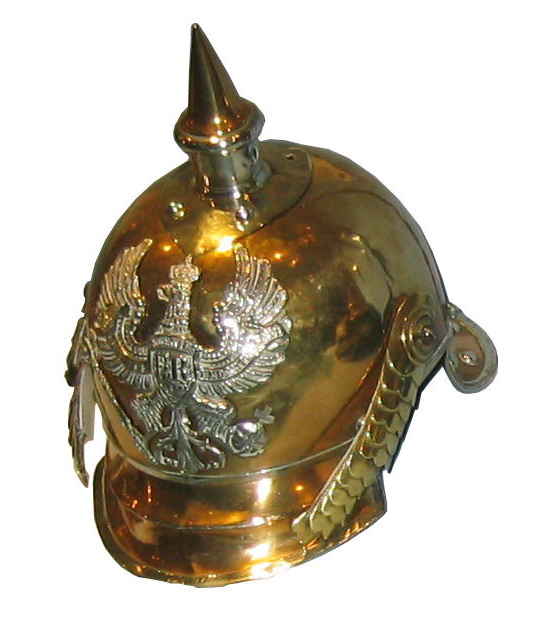
Casque allemand du début du XX.

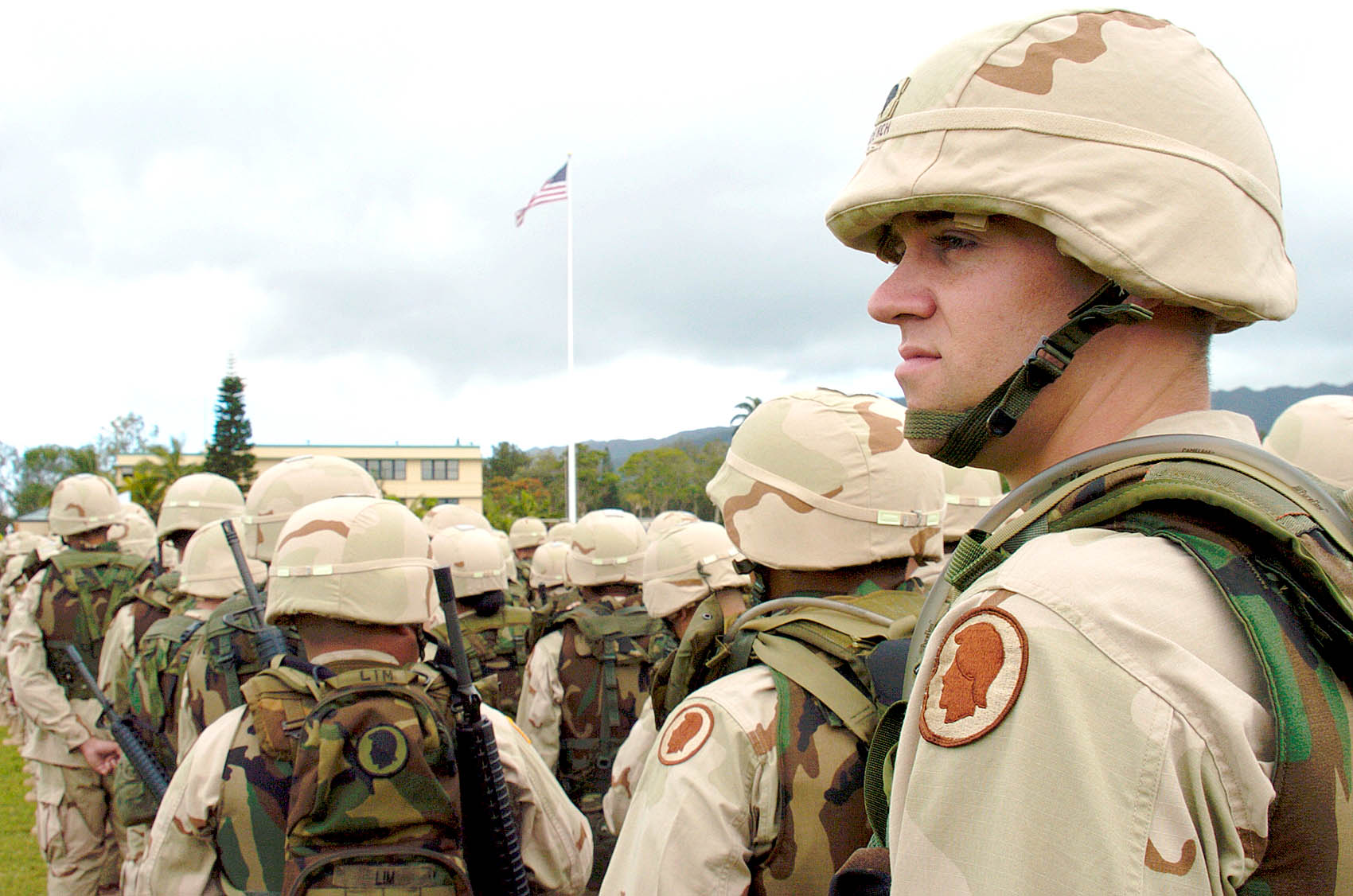
Soldats de la garde nationale des États-Unis portant le casque PASGT en service entre les années 1980 et 2000.

Le casque a été utilisé par les guerriers dès l'Antiquité sur tous les continents. En Europe, selon sa forme, il portait le nom de bourguignotte, cabasset, heaume, salade (souvent associé à un gorgerin)… Il servait à parer les coups d'épée, d'armes contondantes (type masse d'armes) et les flèches.
Avec l'arrivée des armes à feu, il est devenu obsolète, de même que le reste de l'armure. Il est réapparu durant la Première Guerre mondiale, pour protéger des blessures occasionnées par les éclats d'obus, les Allemands ayant été équipés dès le début de casque à pointe confectionné en cuir bouilli n'offrant aucune protection réelle. Le casque Adrian français est entré en service dès 1915, alors que le fameux stahlhelm allemand n'est lui apparu sur le front qu'au début de la bataille de Verdun c'est-à-dire en février 1916.
Actuellement, le casque reste employé par les armées du monde entier pour protéger le soldat contre les éclats (de grenade, d'obus, de roquette...) ou dévier une balle rasante, mais il est incapable d'arrêter une balle le percutant de plein fouet, en raison du pouvoir de pénétration élevé de ces projectiles.
Jusque dans les années 1980, le casque militaire était essentiellement métallique. Les soldats disposaient en général d'un casque léger sur lequel on pouvait ajouter le casque lourd. Les casques modernes sont en matériaux composites comme le Kevlar.

## Activité professionnelle

### Pompiers

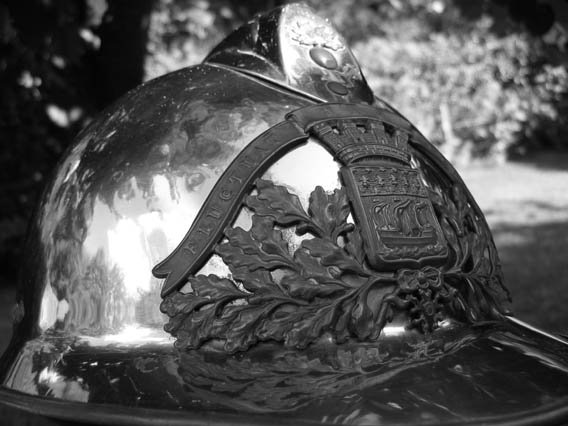
Casque des pompiers de Paris, en France (années 1940).

Le casque de pompier protège de la chaleur, des chocs (progression sans visibilité) et chutes d'objets (effondrements). Il peut être associé à un appareil respiratoire isolant (ARI) qui permet de respirer même dans une atmosphère enfumée ou toxique.
Les anciens casques étaient en cuir (États-Unis) ou en métal (en France : laiton puis inox). Les casques en matière plastique se sont répandus dans les années 1980.

### Policiers

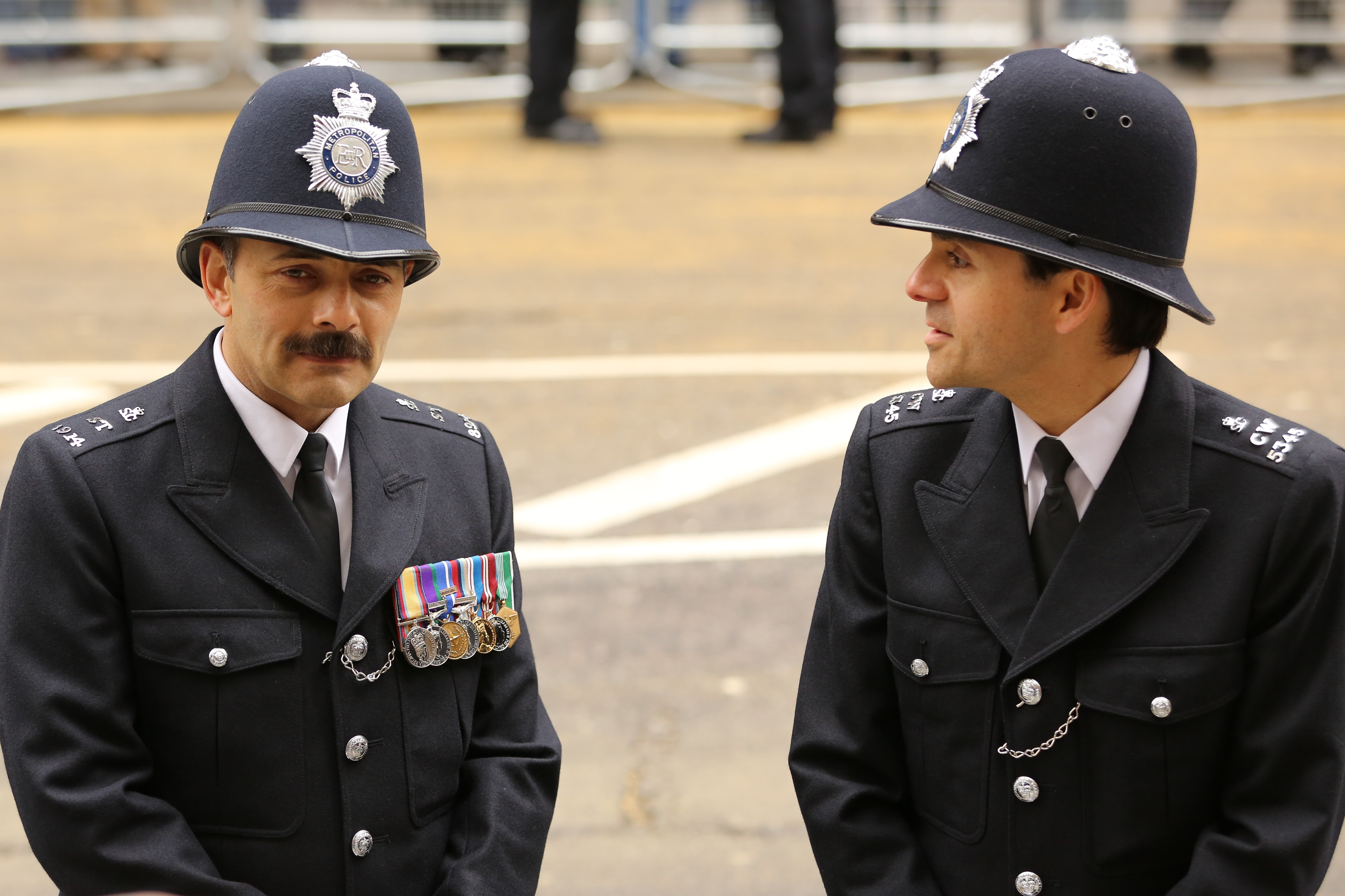
Policiers de la Metropolitan Police de Londres, Angleterre, portant leurs casques.

Le casque de policier protège des attaques ou des chutes d'objets jetés par les criminels. Il n'est utilisé que dans peu de pays, notamment le Royaume-Uni (en Angleterre et dans le pays de Galles) et l'Italie.

### Chantiers et usines
Le casque protège contre la chute d'objets ou des heurts. Dans certaines entreprises, la couleur du casque peut varier selon la fonction (manœuvre, ouvrier, ingénieur, architecte, etc.).
On peut lui adapter des accessoires, selon les risques associés :
- lunettes ou visière de protection contre les projections et la chaleur ;
- protection auditive ;
- jugulaire.

## Sports, loisirs et transport

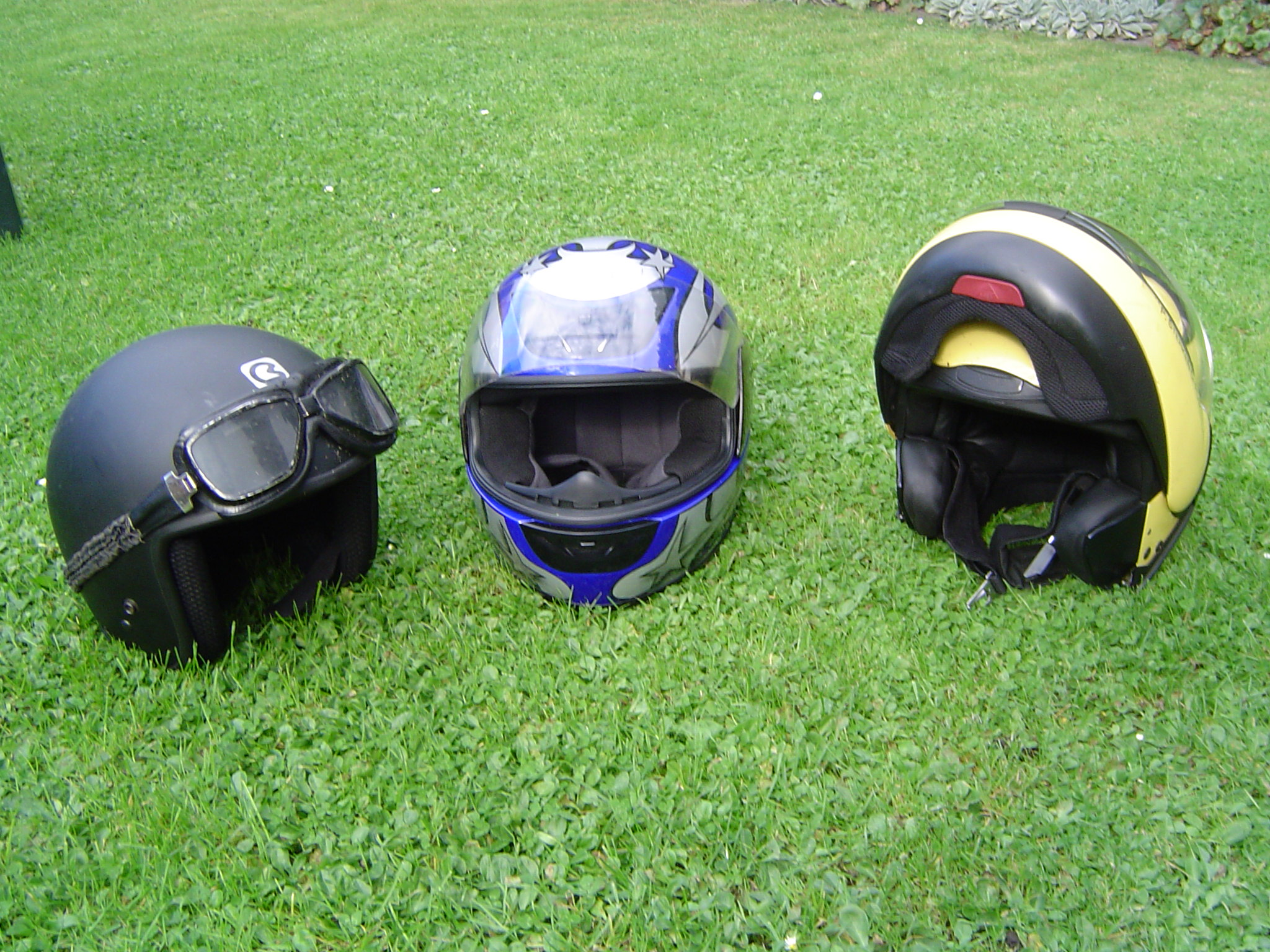
Les trois principaux types de casque de moto : jet, intégral et modulable.

- Casque de moto : en cas de chute, le casque est destiné à protéger contre le choc avec le sol ou les obstacles naturels, mais aussi à protéger de l'abrasion provoquée par le glissement sur la chaussée. Quel que soit le choc (accident, chute…), le casque doit impérativement être changé. D'une manière générale, un casque se change tous les cinq ans. Le casque de moto a aussi une fonction de protection des yeux contre le vent, les insectes..., voire une fonction de confort en comprenant un dispositif de climatisation ou de chauffage et des haut-parleurs pour écouter de la musique ou un compagnon de route. Cependant, encore plus qu'en voiture, l'usage du téléphone portable doit être évité, car le risque d'accident est très important. Le port du casque pour les motards est obligatoire, en France, depuis le 1er juillet 1973.
- Autres sports mécaniques : il protège des projections de débris, des coups contre les montants du véhicule en cas de tonneaux avec un véhicule fermé. En cas d'incendie, il doit aussi protéger des flammes et de la chaleur (garniture intérieure en matériaux ininflammables de type Nomex). La visière est plus épaisse que celle des casques « moto ». La norme Snell est la plus répandue pour ce type de casque, SA2015 pour la compétition automobile[1] et K2015 pour le karting[2] (non ignifugé).
- VTT, cyclisme, roller : il protège la tête du cycliste contre les chocs en cas de chute. Pour être confortable doit être bien ventilé pour permettre l'évacuation de la chaleur dissipée pendant l'effort physique par la vascularisation abondante du cuir chevelu (voir : casque de vélo).
- Canoë, kayak, sports d'eau : il protège la tête contre les chocs sous l'eau ou contre les rochers en cas de retournement de l'embarcation ou de chute à l'eau. La conception anatomique des casques nouvelle génération a une importance particulière dans les sports d'eau car une simple perte de connaissance est souvent fatale.
- Hockey : il protège contre les chocs contre les murs, contre un autre joueur ou au sol en cas de chute et contre le risque de blessure par un palet.
- Football américain : il protège des coups possibles entre joueurs, lors des mêlées ou des chutes.
- Rugby à XV : il protège des coups possibles entre joueurs, lors des mêlées ouvertes quand le joueur est au sol notamment. Facultatif, son usage s'est répandu depuis le début des années 2000.
- Escalade, spéléologie : il protège des chutes de pierres d'une part et de chocs contre la roche ; en spéléologie il sert également de support à un dispositif d'éclairage ; structure et norme proche des casques de chantier.
- Équitation : le casque doit protéger la tête en cas de chute ou contre des branches en forêt. La bombe est un modèle ancien et dispose d'une faible capacité d'absorption d'énergie. Les chutes de cheval sont souvent accompagnées par des traumatismes crâniens graves. La gravité des accidents est liée à la hauteur de la chute et au risque de piétinement par d'autres chevaux en cas de courses hippiques. Une catégorie particulière d'accidents comporte un écrasement du jockey par le cheval. Dans cette situation, bien qu'on rencontre un taux d'hémorragies intracrâniennes élevé, ce n'est pas l'écrasement de la tête qui en est responsable mais l'écrasement du corps du jockey. L'hémorragie cérébrale est due à l'hyperpression veineuse rétrograde provoquée par l'écrasement thoraco-abdominal.
- Ski : il protège en cas de chute violente, notamment dans la pratique du ski freestyle ou freeride.

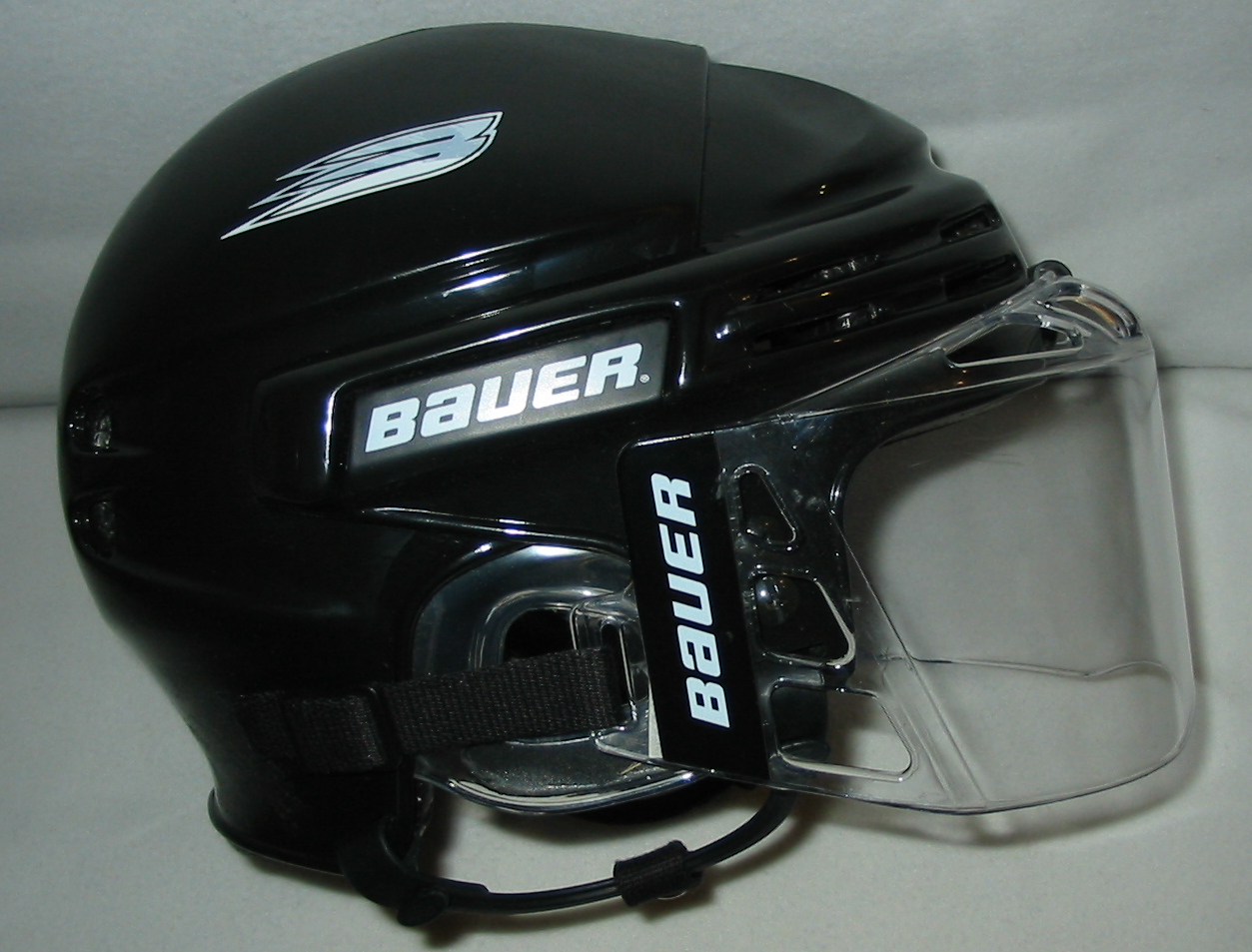
Hockey sur glace.
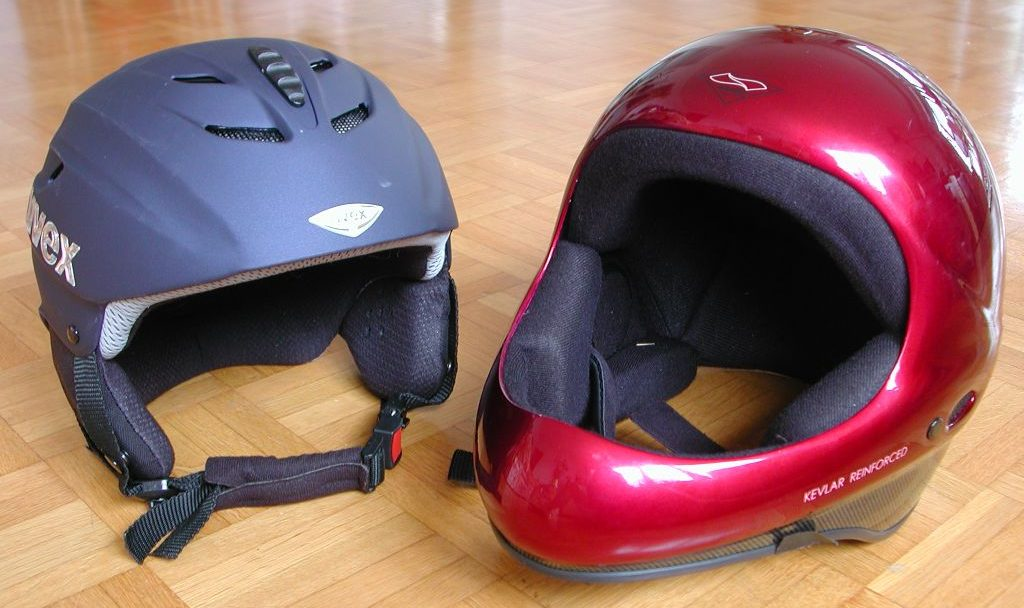
Ski (à gauche) et parapente (à droite).
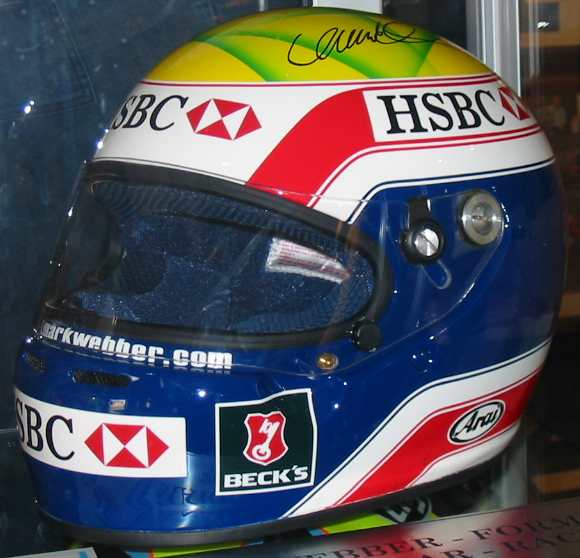
Compétition automobile (Mark Webber, 2003).

## Autres
Par extension, on appelle également « casque » divers dispositifs rigides portés sur la tête et destinés à supporter divers équipements : éclairage, écouteurs, casque antibruits, etc.
Dans l’iconographie classique, le casque est l'attribut du guerrier et d'Athéna ou Minerve. Dans l'iconographie chrétienne, le casque devient, suivant le passage de l'épître aux Éphésiens : « le casque du salut ».

### Musique

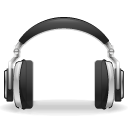
Casque audio.

Le casque audio est un dispositif qui se place contre les oreilles et sert à diffuser des contenus sonores. Il est composé de deux écouteurs, un pour chaque oreille. L'appellation « casque » vient du fait que les deux écouteurs sont reliés par un arceau qui enserre la tête de l'auditeur.
Par métonymie, on appelle aussi « casque » les écouteurs de baladeur qui sont en fait des oreillettes et dont la qualité sonore est en principe inférieure à celle d'un casque classique.